# Eperjes (Szlovákia)
Eperjes (szlovákul: Prešov kiejtéseⓘ, németül: Eperies vagy Preschau, latinul: Fragopolis vagy Eperiessinum) város Kelet-Szlovákiában, az ország harmadik legnépesebb települése. Az Eperjesi kerület (Szlovákia legnépesebb és második legnagyobb kiterjedésű kerülete) és az Eperjesi járás székhelye. Hozzá tartozik Alsósebes, Németsóvár, Savanyúvíz, Sebessalgó, Sóbánya és Tótsóvár is.

## Földrajz
Kassától 33 km-re északra, a Kassai-medence északi részén, a Tarca partján fekszik. A folyó a Szepestölgyes (Dúbrava) és a Bikoš hegy közötti szűk völgyön tör át a Felső-Tarca-völgyből (Šarišské podolie) A város legmélyebb pontja a folyó hullámterében 229 m, legmagasabb a Szinyei-dombsághoz (Šarišská vrchovina) tartozó Malkovská hôrka 480 m tengerszint feletti magassággal; a belváros (a Szent Miklós-társszékesegyház) 255 m-en helyezkedik el.

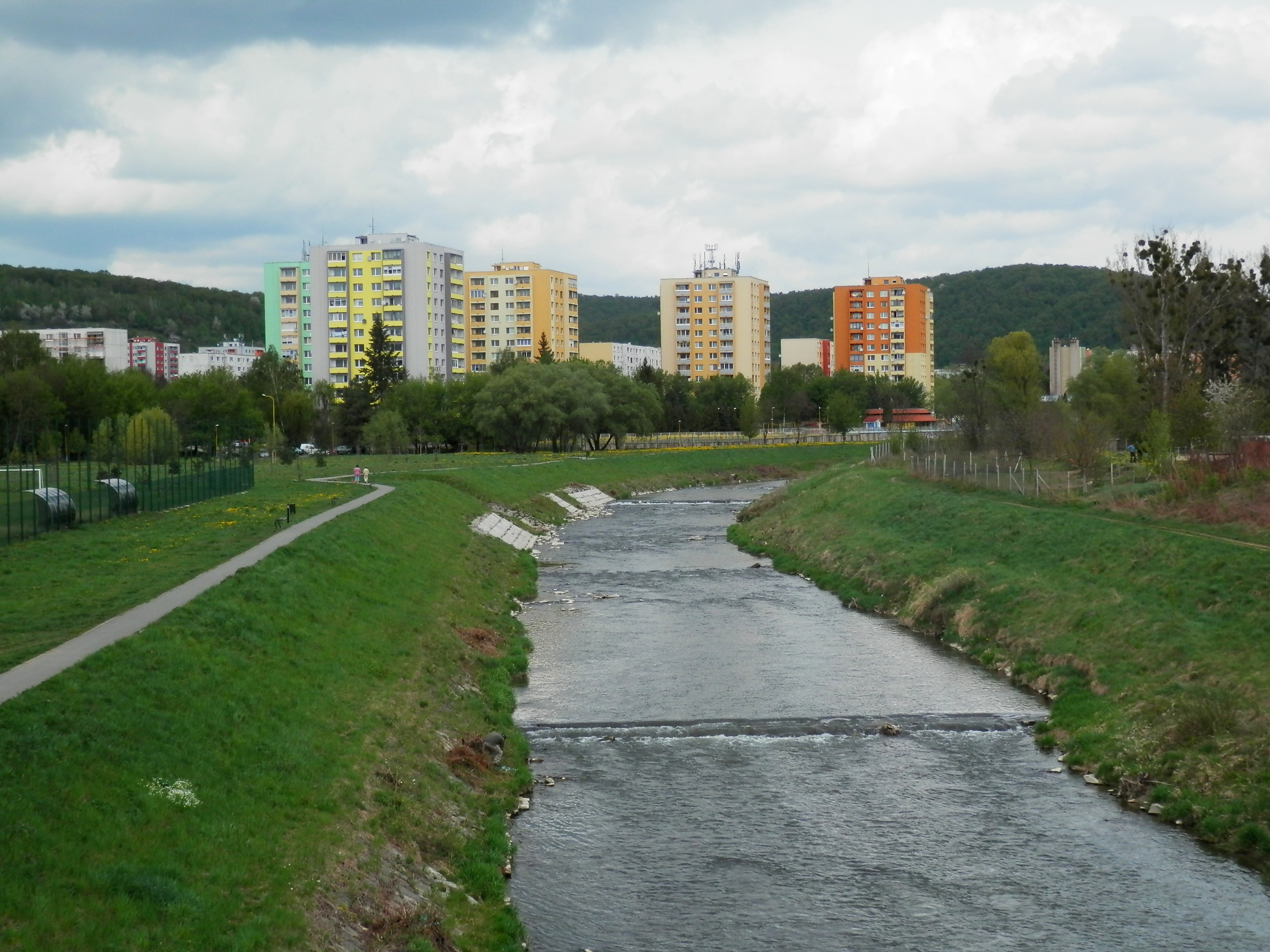
A Tarca Eperjesen

Vízrajzi szempontból a város területe a Tarca medencéjéhez tartozik. A folyó 8,5 km hosszú szakaszon szeli át a várost. Vízhozama jellemzően március–áprilisban a legnagyobb, és szeptemberben a legkisebb. Legfontosabb mellékvize a város keleti részének vizeit összegyűjtő Szekcső-patak (Sekčov) a város déli szélén pedig felveszi a Delnye-patakot (Delňa) is. A Tarca jobboldali mellékvizei a Vydumanecký-patak és a Malkovský-patak; a Szekcső-patak mellékvizei a Šebastovka, a Ľubotický-, Šalgovický- és Solivarský-patak.
A város területe ásványi forrásokban gazdag. Jelentősek a terület délnyugati részén található források – Borkut, Popík, Malý Borkut –, melyek gyengén mineralizált, kalcium-magnézium tartalmú vizek, 1 l/s vízhozammal. Ceméte (Cemjata) területén a Kvašná voda (9 l/s) kalcium-magnézium tartalmú szénsavas víz. Išľa (Alsósebes része) és Tótsóvár (Solivar) területén nátrium-klorid tartalmú vizek törnek fel; az išlai forrásokat korábban balneológiai célokra is használták.
Az évi középhőmérséklet 8,6 °C. A legmelegebb hónap a július 19,5, a leghidegebb a január -3,5 °C-os átlaghőmérséklettel. Az éves átlagos felhőzet 65%, a legmagasabb decemberben, a legalacsonyabb szeptemberben. A napsütéses órák száma éves átlagban 1956 óra; a legmagasabb júliusban (268 óra), a legalacsonyabb decemberben (43 óra). Az átlagos éves csapadékmennyiség 631 mm; a legtöbb csapadék nyáron (július–augusztusban), a legkevesebb február–márciusban esik. A havas napok száma 30–42.

## Élővilága

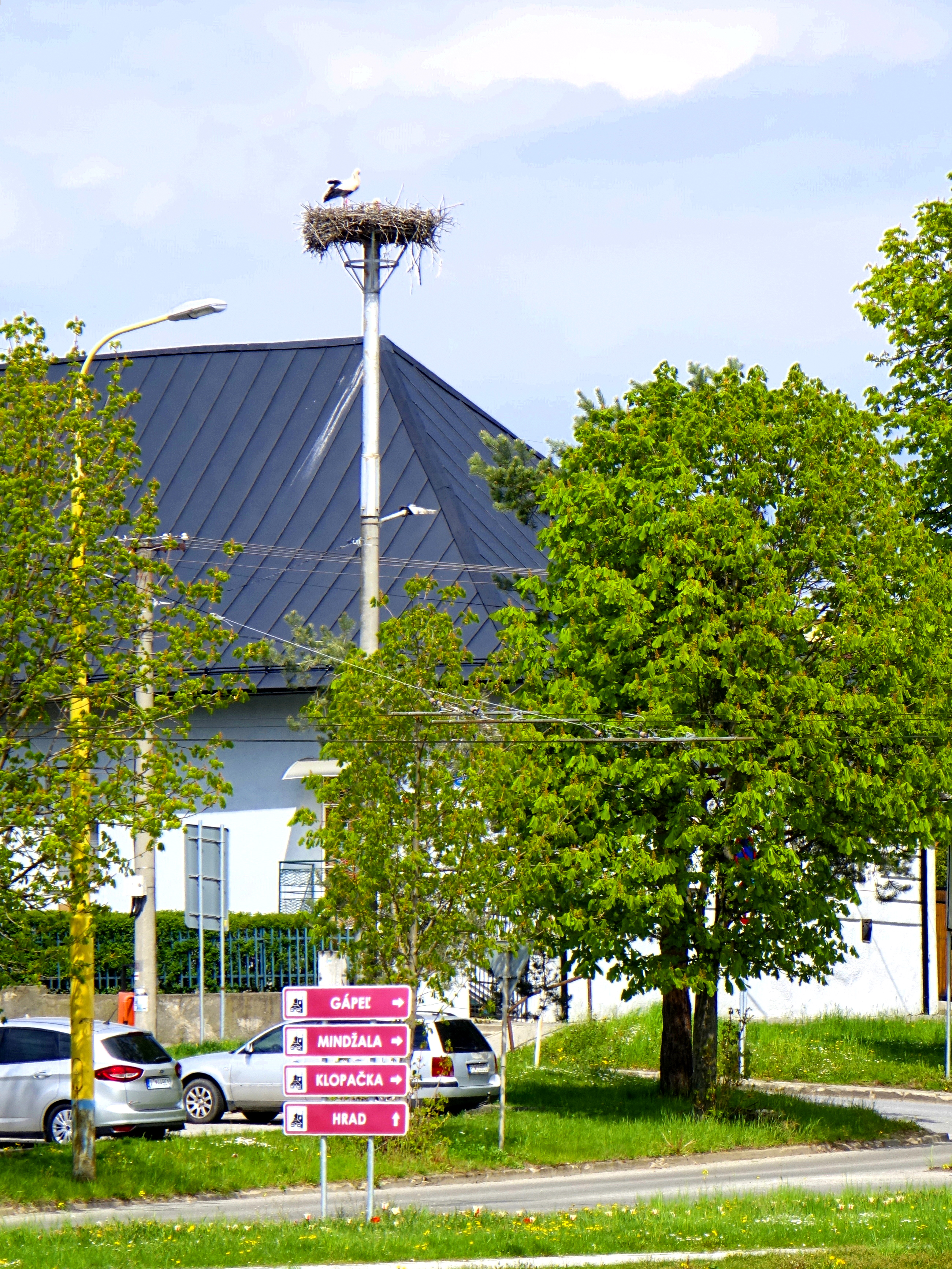
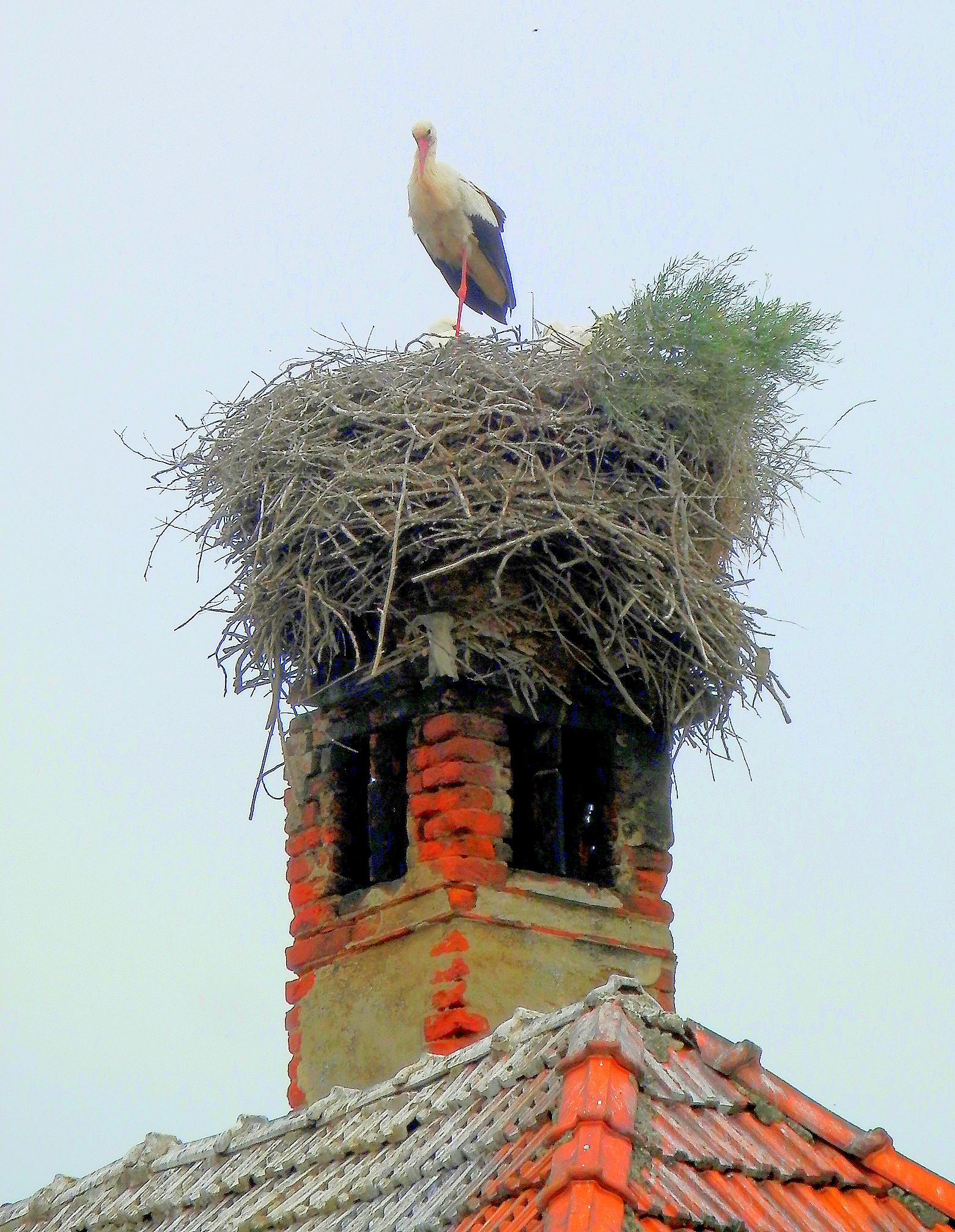

Eperjes különböző részein régóta fészkeltek gólyák. 2023-ban 3 gólyafészket tartottak nyilván.

## Nevének eredete
Neve a magyar eper növénynévből származik, amely olyan helyre utal, ahol sok földi eper terem.

## Története

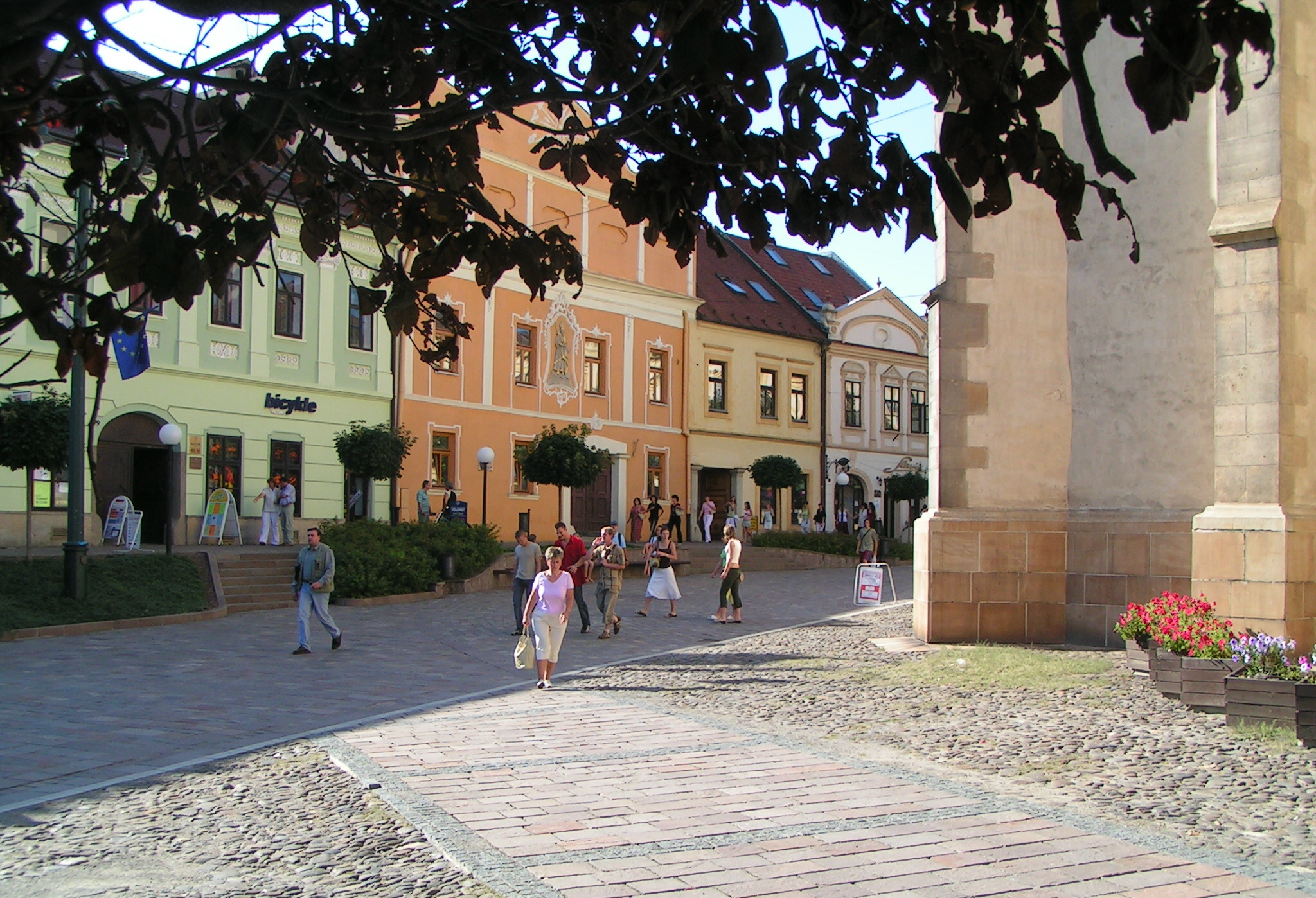
Történelmi házak és a Szent Miklós-társszékesegyház

A város környékén már a középső paleolitikum (Kr. e. 80 000–40 000), illetve a hallstatti kultúra idejéből találtak leleteket.

### Középkor
Helyén már a 8. században szláv település állt.
A monda szerint a mai Eperjest II. (Vak) Béla alapította 1132-ben és a környéken jellemző eperről nevezte el. A város címerében felül három vörös rózsa látható ezüst mezőben, alatta két vörös és két ezüst sáv húzódik keresztben. A zászlóban is két vörös és két ezüst sáv váltogatja egymást. II. Géza alatt flamand telepesek érkeztek a városba. Eperjes első írásos említése 1233-ból maradt fenn, majd 1247-ben említik, mindkétszer Epuryes alakban. A 13. század, különösen a tatárjárás (1241) utáni időszak a német betelepülés időszaka volt, elsősorban a Szepességbe, de Eperjesre is, melynek fő vonzerejét az Abaúj és Szepesség, illetve Lengyelország és Halics közötti kereskedelmi utak találkozása jelentette. A németek letelepedése felgyorsította a település városiasodását. 1288-ban a karmeliták alapítottak itt monostort. 1299-ben, III. András alatt kapott városi jogot.
A 14–15. század a gazdasági fellendülés időszaka volt. Számos céhet alapítottak (pl. szűcsök, kovácsok, szabók, cipészek), és mintegy kétezren foglalkoztak kézművességgel a városban. Károly Róbert király 1312-ben fallal vette körül; 1324-ben szabad bíráskodási jogot adományozott neki. 1347-ben vámmentességet, 1474-ben Buda város jogait kapta meg. Önállóságát jellemzi, hogy az egyik tárnoki város volt. 1395-ben itt állította meg a Kanizsai János kancellár és Ilsvai Leusták nádor vezette magyar sereg II. Ulászló lengyel király seregét. 1435-ben mentesítették a korona heti vásárvámjától. A virágzó várost 1441-ben a lengyelek dúlták fel. Első városi címerét 1455-ben kapta V. Lászlótól, és ekkortól országos vásárt is tarthatott. 1514-ben II. Ulászló emelte szabad királyi várossá. A fellendülés a városképen is megmutatkozott: a 15. században elegáns polgárházak sora épült.

### Kora újkor
A 16. században virágkorát élte. A reformáció egyik központjává vált. 1531-ben a város iskolája evangélikus intézetté alakult. A 17. század elején Basta és Belgioioso serege dúlta a várost. 1656-ban már könyvnyomda is működött a városban, 1667-ben megnyílt az evangélikus kollégium. 1672-ben Thököly Imre hadai, egy évre rá Wolkra gróf martalócai ostromolták. 1673-ban I. Lipót megfosztotta városi jogaitól, falait leromboltatta. Ettől kezdve a város szabadsága megszűnt.

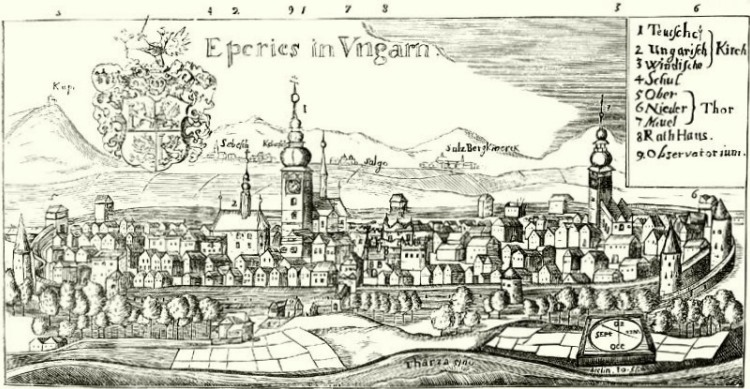
Eperjes látképe nyugat felől 1662-ben

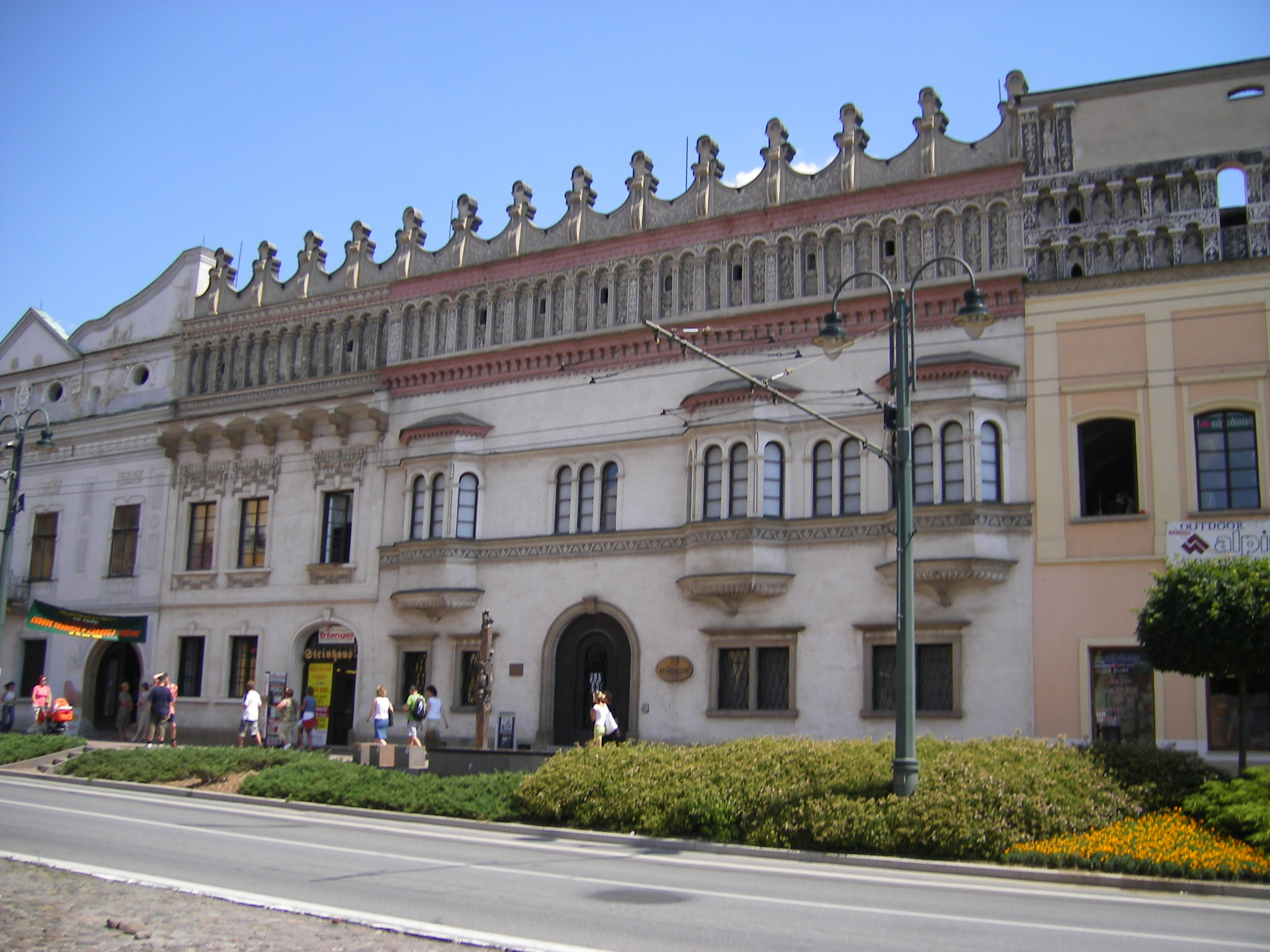
A reneszánsz stílusban épült Rákóczi-ház

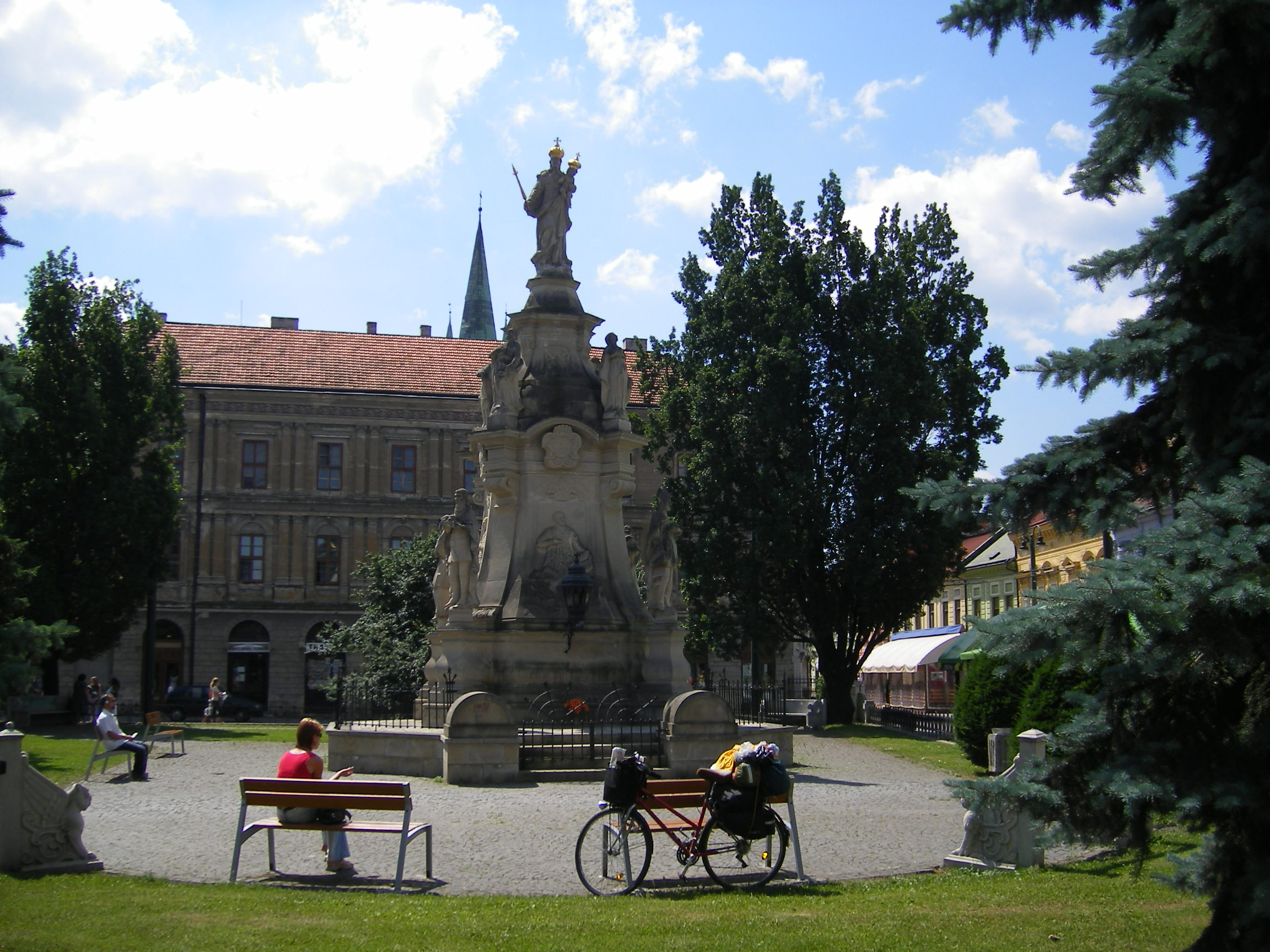
A Mária-szobor

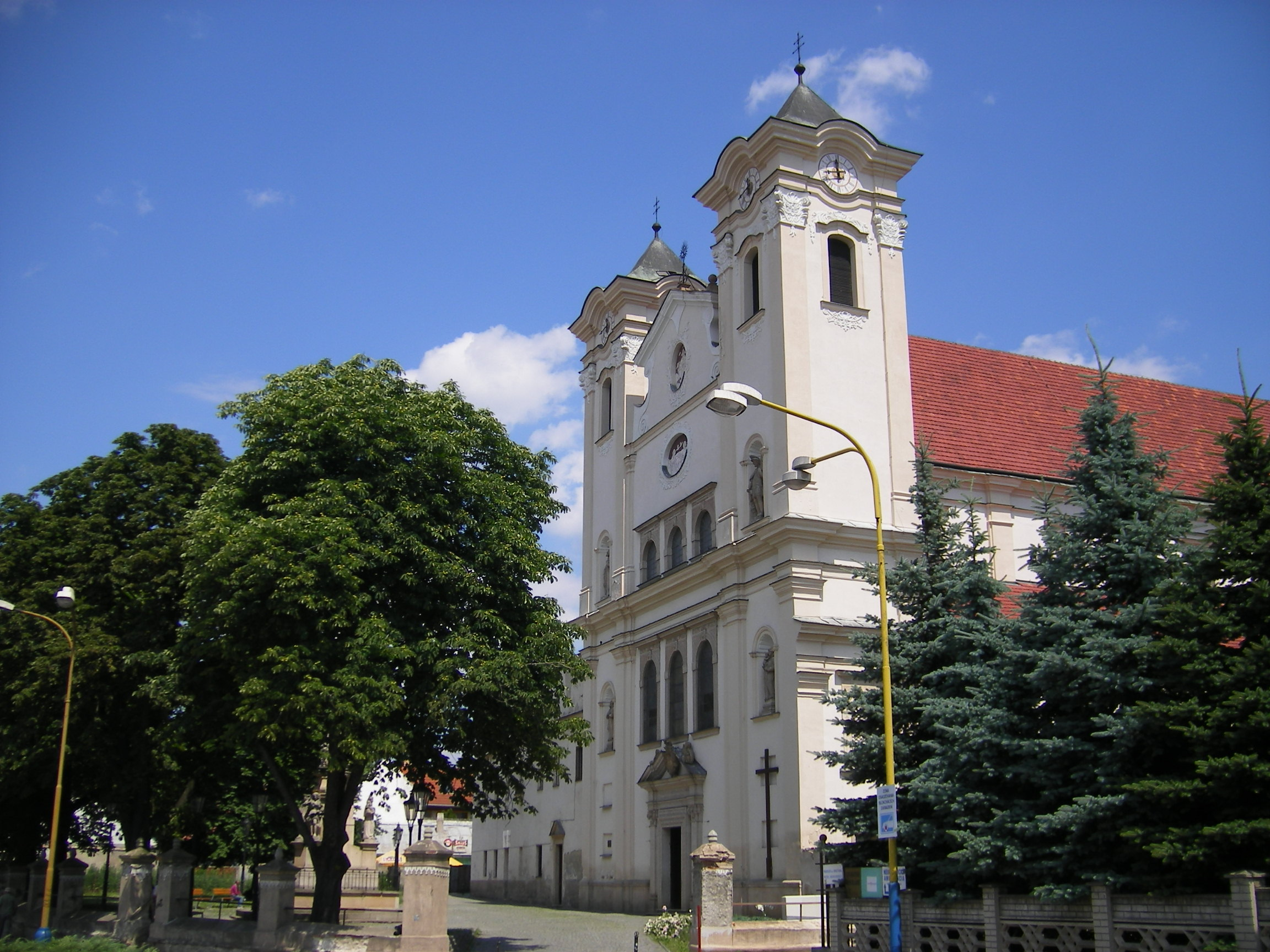
A ferencesek temploma

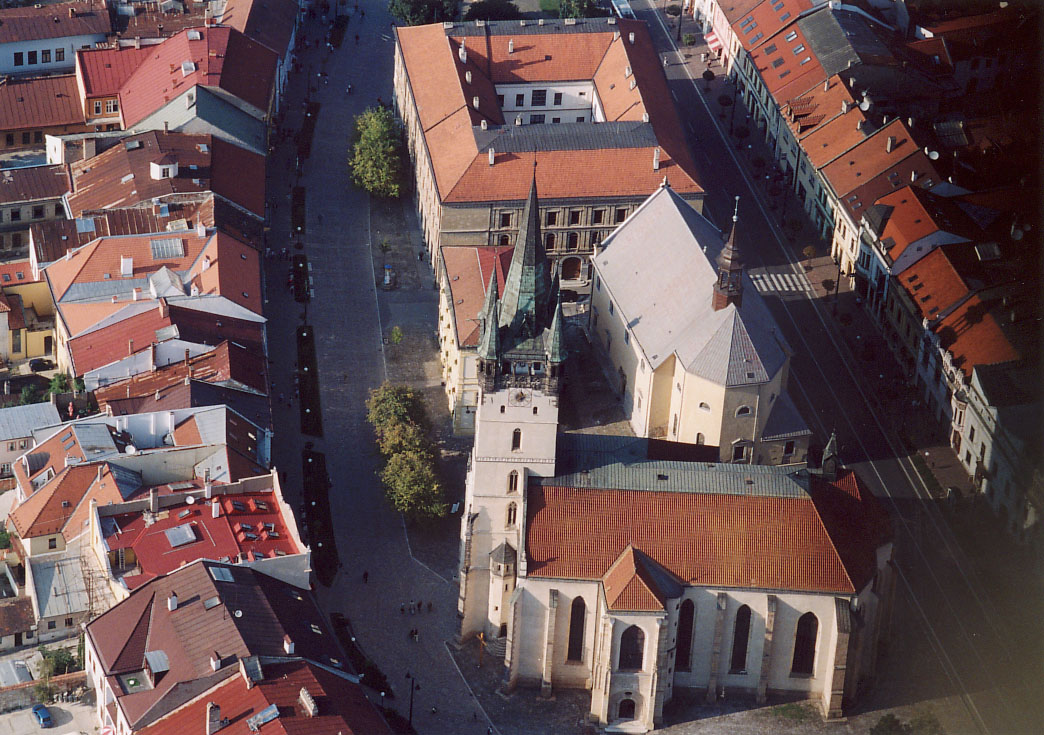

1683-ban lengyel támadást vert vissza. 1684. szeptember 17-én Schulz tábornok a város mellett verte szét a kurucok táborát, a várost pedig hétheti ostrom után megegyezéssel megszállta, majd szavát szegte. 1687-ben Antonio Caraffa tábornok kegyetlenkedett a városban: több mint 300 embert kínoztatott meg és 24 gazdag polgárt nyilvánosan kivégeztetett, hogy vagyonukat megszerezhesse. Ezután 1696-ban tűzvész pusztított. 1701-ben II. Rákóczi Ferencet, miután Solari császári tábornok a sárosi várban várban elfogta, bebörtönzése előtt Eperjesen őrizték. 1704-ben a kurucok 17 havi ostrom után foglalták el. Ekkor játszotta át a várost Fleischer János tanácsúr (az eperjesi Fleischer család őse) a magyaroknak. A vitézlő fejedelem visszaadta a város jogait.
1710-ben pestisjárvány tört ki, minek során a zömmel magyar és német lakosság nagy része elhunyt. A protestáns lakosság életét nagyban megnehezítette az erőszakos rekatolizáció. Az újabb szláv elemek betelepülése morva és lengyel területekről a 18. század közepétől erősödött fel. 1751-ben hadifelszerelését elszállították, majd erődítményeit fokozatosan lebontották, csak néhány falszakasz és egy torony maradt meg.
A 18. század végén Vályi András így ír róla (részletek): „EPERJES. Eperjesinum, Fragopolis, Presov. Szabad Királyi jeles Város Sáros Vármegyében, és e’ Megyének leg szebb Városa. Fekvése kies helyen vagyon, Bártfához négy mértföldnyire, magos, és külömbféle hegyekkel, ’s erdőkkel körűl vétettetve, közelebb pedig termékeny mezőséggel, és szép gyümöltsös kertekkel, gazdagon megáldattatva, balra Torisza vize partyán. [...] Pósta, orvosságtárja, vagy Patika, szegények, és árvák háza, ’s ispotálly is van benne. Lakosai rész szerént borral, ’s egyebekkel való kereskedéssel, rész szerént pedig külömbféle mesterségekkel, és ser árúlással is foglalatoskodnak, országos, és vászon vásárai nevezetesek, gyümöltsök, ’s külömbféle kerti vetemények sok terem, és jó lakást szolgáltat. Külső Városai is népesek, mellyeket az Uraságoknak, és némelly lakosoknak szép kertyeik ékesítenek. Savanyú vize nevezetes, ’s számos vidéki Uraságok által is látogattatik, ’s az Eperjesi Uraságoknak, és lakosoknak kies vidékje lévén, nyárban kedves mulató helyet szolgáltat. Határja szorgalmatos mivelés által jó termékenységű, ’s a’ természetnek külömbféle javaival megáldattatott, bora ugyan nem terem, mindazáltal illendő áron szerezhető, fája mind épűletre, mind tűzre van, legelője jó, zőldsége bőven terem, ’s számos helységek lévén körűlötte, a’ mire szüksége vólna, helybe bőven szolgáltattatik.”

### 19. század
1831-ben itt volt a koleralázadás egyik központja. 1849-ben itt bontott zászlót Hurban vezetésével a szlovák felkelők csapata Kossuth ellen. A szabadságharc téli hadjáratának végén, a branyiszkói ütközet után itt csaptak össze Görgey Artúr hadai a császári csapatokkal.
Fényes Elek 1851-ben kiadott geográfiai szótárában így ír a városól: „Eperjes, (Fragopolis, Pressova), Sáros vm. szab. kir. v. Kassához északra 4 mfdnyire a Tarcza vize mellett: 5604 romai, 793 g. kath., 1158 evang., 48 ref., 82 zsidó lak., összesen 7685. Fekvése felette gyönyörü; részint csinos kertek, részint szántóföldek, virágos rétek, erdők, majd dombok és hegyek veszik körül. Kőfallal be van keritve; utczái tágosak, kövezettek, szép épületekkel dicsekesznek, melyek közt nevezetesebbek: a Sz. Miklósról nevezett kath. paroch. templom; a jesuiták hajdani temploma; a g. kath. székes-egyház melly azelőtt minoritáké volt; a Sz.-Ferencziek zárdája, a szép megyeház, az evang. kolleg. négyszegü épülete; gyalog kaszárnya, sat. Itt van egy g. kath. püspök lakása, virágzó evang. collegium, és katholikus gymnasium a Sz.-Ferencziek felügyelése alatt; fő polg. oskola, könyv-nyomda, kór- és árvaház, fejér cserépedény-gyár. A lakosok sok gyolcsot és posztót készitenek, továbbá gyolcscsal és hegyaljai borokkal élénk kereskedést folytatnak. Jó ivóvizben szükséget éreznek, de e hiányt némileg kipótolják az innen egy órányira fekvő savanyuviz források t. i. az ugynevezett borkuton és Czeméthe nevü pusztán. Alkotó részei ezen vizeknek: szénsavany, vas, elemésztő föld, szén- kén- só, savany, natrum vagy lugsó. Használ a gyomor-gyengeségben, dugulásokban, aranyérben, komor kórságban, sárgaságban, köszvényben sat. Eredetét Eperjesnek némellyek a romaiakkal a hunosok ellen összeszövetkezett szász katonáknak tulajdonitják. Azonban ez bizonytalan, hanem annyit tudunk, hogy 1288-ban már nevezetes kereskedő város volt. I. Lajos 1374-ben kir. várossá tette s kőfallal körül vétette. 1681-ben august 17-kén reggel a császáriak, délután a Tökölyek tarták bejövetelöket. 1681. december 4-kén Szobieszky Sóvárnál és Kellemesnél táborozott. 1684. Veterany György, Fridrich würtembergi herczeg, és Schulcz ezredes Lőcsét és Szebent már bevévén, 15,000 emberrel Eperjeshez közeledtek, s 7-ik septemberb. Tökölynek 7000-re menő sánczokba zárkozó hadát kegyetlenül megverték, s Tökölynek a török császártól kapott pompás sátorát több zsákmánynyal együtt elfoglalták. Ezuttal a város is bevétetvén, 700,000 forint hadisarcz rovatott reá, de ennek nagyobb része elengedtetett, ugyhogy csak 14,000 ftot fizettek. Szomorusága közé számlálja az 1687-ki királyi commissiót, mellyet a köznép laniena eperjesiensisnek nevezett. Kir. biztos Karaffa tábornok volt, ki sokakat kinzás után lenyakaztatott, négyfelé vágatott, felakasztatott: azok közül legelőször Czimmermann Zsigmondot eperjesi tanácsbelit mart 5-én, utána Véber Fridrichet május 14-kén, azok után Keczer Sándort fiastól és Véber Dánielt s másokat. 1701-ben gr. Solary 500 cs. őrsereggel II-ik Rákóczy Ferenczet tulajdon n. sárosi várában éjszakának idején megfogta s Német-Ujhelybe küldte, honnan későbben kiszökött. 1704-ben a Rákóczyak elfoglalják a várost, de 1710-ben Virimont tábornok könnyü móddal vissza veszi.”
1887-ben újra tűzvész pusztított, a város majdnem teljesen leégett. Az első világháború során 1915-ben az oroszok megközelítették a várost. 1919. június 16-án a magyar Tanácsköztársaság hadserege visszafoglalta Csehszlovákiától, és még aznap itt kiáltották ki a Szlovák Tanácsköztársaságot, amelyet az intervenciós csapatok rövidesen levertek. 1919. június 30-án azonban a Párizsban ülésező békekonferencia második jegyzékének megfelelően a Vörös Hadsereg megkezdte a felvidéki területek kiürítését, így Eperjesről is kivonult. A trianoni diktátumig Sáros vármegye székhelye volt.

### Az első világháború után
A trianoni békeszerződés értelmében Csehszlovákia része lett.
Az első bécsi döntés nem érintette. 1939. március 13-án letartóztatták a Hlinka-gárda és a helyi magyarság vezetőit. A Hlinka-gárda tüntetésére sortüzet adtak le. 1941. június 26-án három felségjel nélküli repülőgép bombázta Kassát: a támadás után lépett be Magyarország a Szovjetunió elleni háborúba. A bombázás eredete tisztázatlan és több teória létezik rá. Az egyik szerint nem provokáció, hanem navigációs tévedés lehetett. Eperjest akarták bombázni az oroszok, az itt működő német rádióátjátszó miatt. Az 1944. augusztus 31-én kezdődött német megszállás alól a duklai csata után 1945. január 19-én szabadult fel.
2019-ben egy gázrobbanásban kiégett egy bérház, többen életüket vesztették.

## Népesség
| Év:            | 1994.  | 2004.   | 2014.   | 2024.   |
| -------------- | ------ | ------- | ------- | ------- |
| Emberek száma: | 92 013 | 91 767  | 90 187  | 81 702  |
| Eltérés:       |        | -0,26 % | -1,72 % | -9,40 % |

| Év:            | 2023.  | 2024.   |
| -------------- | ------ | ------- |
| Emberek száma: | 82 286 | 81 702  |
| Eltérés:       |        | -0,70 % |

- 1880-ban 10139 lakosából 5705 szlovák, 1963 magyar, 1889 német, 162 ruszin, 5 szerbhorvát, 2 román és 162 egyéb anyanyelvű volt. Ezen felül 251 csecsemő volt a városban.
- 1910-ben 16 323-an lakták, ebből 7976 magyar, 6494 szlovák, 1404 német, 170 cigány, 47 ruszin, 4 horvát, 2 szerb és 226 fő egyéb anyanyelvű.
- 1930-ban 21 775 lakosából 16 525 csehszlovák, 1702 zsidó, 947 német, 937 magyar, 557 ruszin és 1107 fő egyéb nemzetiségű volt.
- 1991-ben 87 765 lakosából 83 057 szlovák, 1218 ukrán, 1094 cigány, 889 cseh, 842 ruszin, 188 magyar, 87 morva, 2 sziléziai és 388 fő egyéb volt.
- 2001-ben 92 786-an lakták, ebből 86 910 szlovák, 1323 cigány, 1111 ruszin, 1107 nem kiderített, 1039 ukrán, 777 cseh, 208 magyar, 52 orosz, 45 morva, 43 lengyel, 42 bolgár, 42 német, 9 szerb, 7 zsidó, 5 horvát és 66 fő egyéb nemzetiségű volt.
- 2011-ben 91 782 lakosából 74 469 szlovák, 1562 cigány, 1455 ruszin, 643 ukrán és 443 cseh volt.
- 2021-ben 84 824 lakosából 75 247 (+597) szlovák, 170 (+78) magyar, 460 (+458) cigány, 1013 (+1639) ruszin, 1909 (+227) egyéb és 6025 ismeretlen nemzetiségű volt.[15]

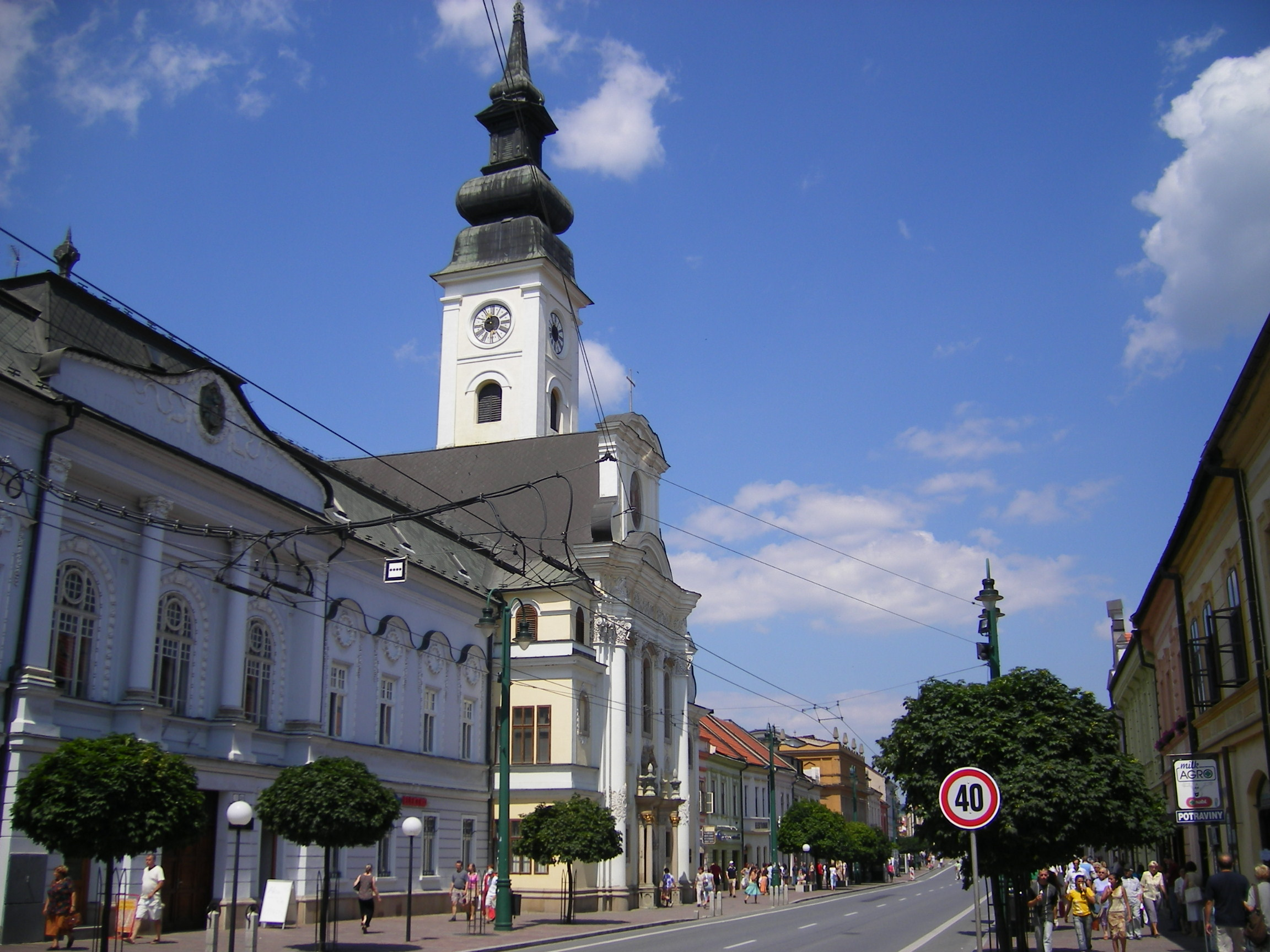
A görögkatolikus Keresztelő Szent János-székesegyház

A város eredetileg katolikus lakossága az 1530-as években evangélikus hitre tért, majd a 17. század végén, az ellenreformáció időszakában egy része visszatért a katolikus egyházhoz. A 18. században megjelent a görögkatolikus, a 19. században az izraelita, a 20. században pedig a görögkeleti felekezet. A közelmúltig itt székelt a cseh és szlovák ortodox egyház metropolitája; itt van az Eperjesi görögkatolikus főegyházmegye székhelye, valamint római katolikus esperesség központja. Az izraelita felekezetre ma a nagyszerű zsinagóga emlékeztet.

## Önkormányzat és közigazgatás

### Polgármesterek
A város polgármesterei 1990 óta:
- Vilam Sopko (1990–1994)
- Juraj Kopčák (1994–2002)
- Milan Benč (2002–2006)
- Pavel Hagyari (2006–2014)
- Andrea Turčanová (2014–)[16]

## Gazdasága
Itt található Szlovákia egyetlen sóbányászati vállalata, melynek éves termelése az 1990-es évek végén megközelítőleg 100 ezer tonna, alkalmazottainak száma 220 fő volt.

## Közlekedés
A város közlekedési szempontból kedvező fekvésű: nyugat–keleti és észak–déli útvonalak metszéspontjában fekszik. Vasútállomását 1872-ben nyitották meg. Észak–déli irányban nemzetközi vasúti folyosó keresztezi Lengyelországtól Palocsán (Plaveč) át és Kassán keresztül Magyarország felé. Közúton a Csehországból Zsolnán át és Felsőnémetin (Vyšné Nemecké) át Ukrajnába tartó, valamint a Lengyelországból Felsővízköz (Svidník) érintésével és Kassán át Magyarországra tartó útvonalak csomópontja.

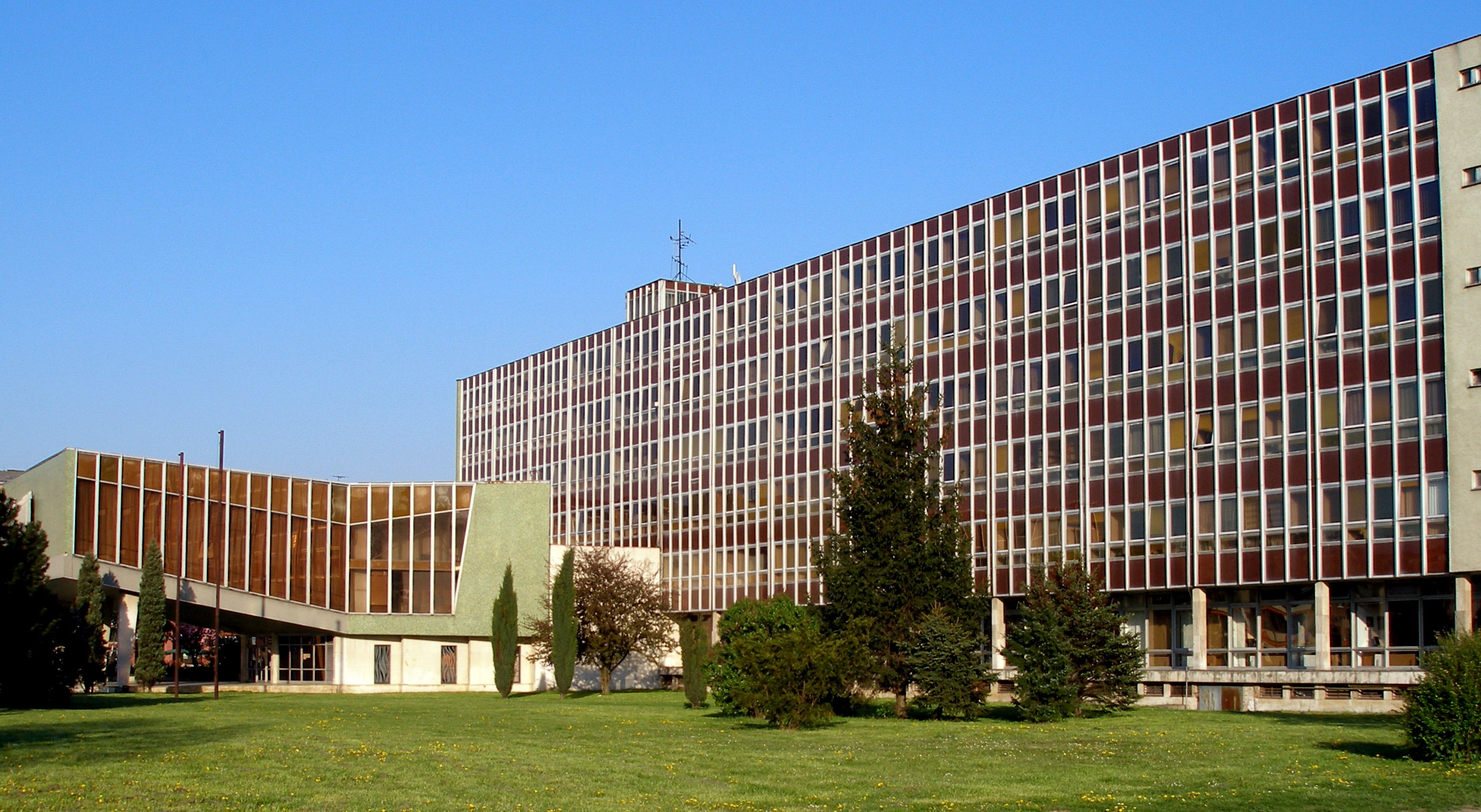
Az Eperjesi Egyetem épületei

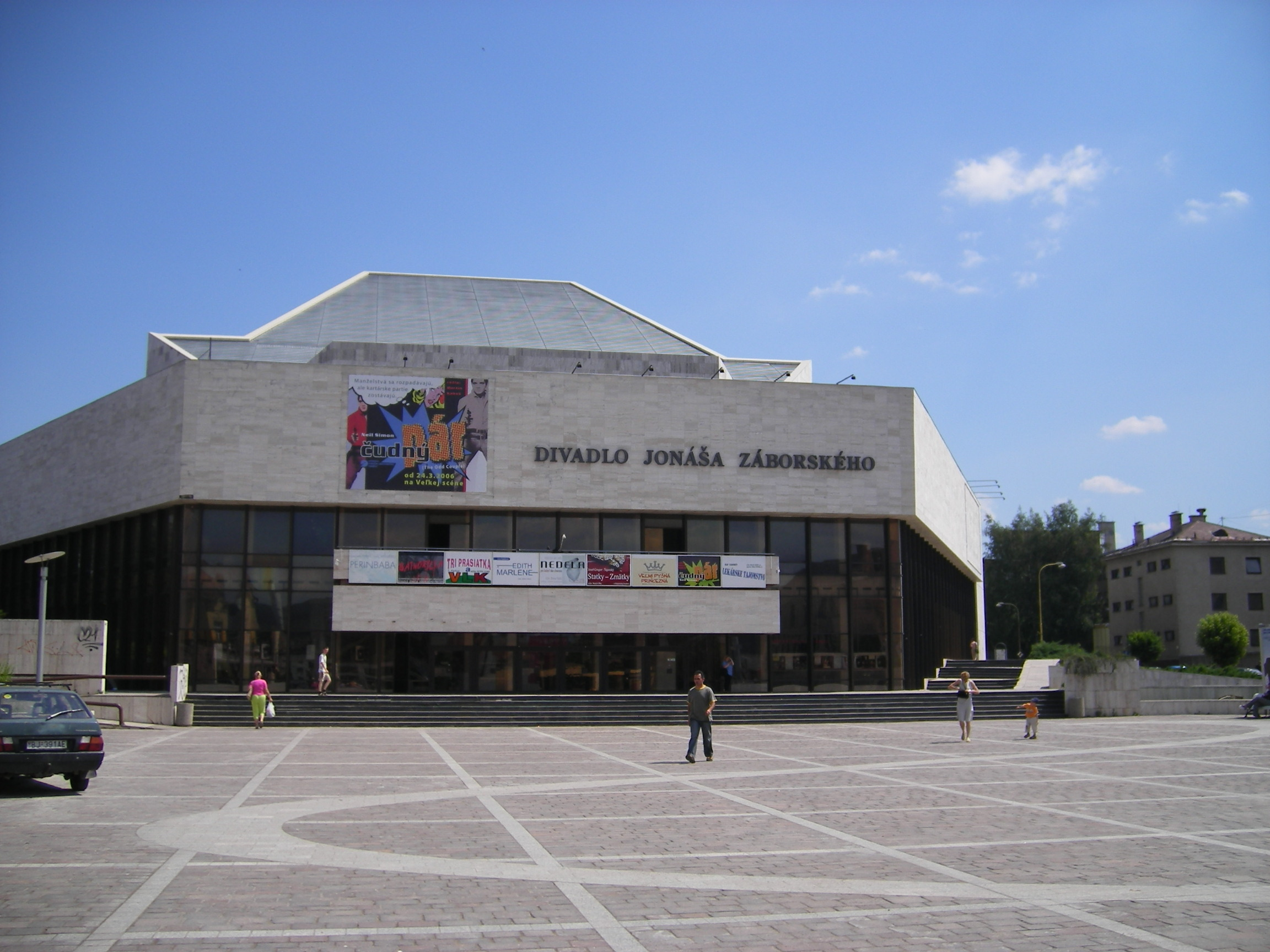
A Jonáš Záborský színház

## Kultúra
Eperjes oktatástörténetében meghatározó szerepet játszott a humanista iskola alapjain 1667-ben létrejött evangélikus kollégium, mely megalapozta a felsőoktatást. Ma az alapfokú oktatáson kívül 37 középfokú oktatási intézmény működik a városban. Az Eperjesi Egyetem nyolc karral működik, emellett a városban található a Kassai Műszaki Egyetem Gyártástechnológiai Kara és Automatizálási és Robotikai Intézete.
A város élénk zenei életéről ismert. Számos országszerte ismert, vagy akár külföldön is fellépő zenész mellett ehhez a kevésbé ismert együttesek és zenei szubkultúrák (metal, punk, alternatív, gospel, pop-rock, folk, jazz, country) is hozzájárulnak. Számos koncertterem és klub működik, emellett nagy hagyománnyal rendelkező rockzenei események (pl. Rocková liga, Prešovský študentský Liverpool) és fesztiválok (pl. Sigortus, Dobrý festival, urbanfest, ImROCK FEST, East Side Music Festival, Festival zlej hudby, Farfest, Jazz Prešov) színhelye. Az Eperjesi Városi Napokat (Dni mesta Prešov) a város első írásos említésének emlékére rendezik, szabadtéri koncertekkel a Fő utcában (Hlavná Ulica) és környékén Jelentősebb eperjesi zenészek és zenekarok többek között: IMT Smile a Ivan Tásler, Peter Lipa, Komajota, Peha a Katarína Knechtová, Chiki liki tu-a, Katka Koščová, Heľenine oči, Mloci, Hečkovci, David Kollar, Hrdza, Nuda, Peter Nagy, Raindown, Papyllon, AMC Trio, Edo Klena, Folklórny súbor Šarišan, Kandráčovci.
A Sáros régió központjaként a város fontos szerepet játszik a népművészet (fazekasság, fonás, fafaragás, hímzés, csipke) továbbörökítésében. Az ének és tánc terén legnevesebb a Šarišan Népi Együttes Folklórny súbor Šarišan), mely Sáros, Zemplén, a Szepesség és Gömör népi hagyományait dolgozza fel. A PUĽS művészegyüttes elsősorban a ruszin hagyományokra épít. További népi együttesek a Dúbrava és a Rozmarija.

## Látnivalók
A város műemlékekben gazdag: ezt bizonyítja, hogy egyike azon 18 szlovákiai városnak (a 138-ból), ahol városi műemlékvédelmi területet jelöltek ki. Műemlékei a történelmi belvárosba koncentrálódnak, az orsószerű főtér és Fő utca (Hlavná ulica) környezetében. A főutca épületein az 1887-es tűzvész károkat okozott; az eredetileg késő gótikus, reneszánsz és barokk polgárházak ezért új homlokzatot kaptak. A legjelentősebbek az alábbiak:
- Szent Miklós-társszékesegyház
- Klobušický-palota (Klobušického palác)
- Rákóczi-ház (Rákócziho palác): a 17. század elején épült reneszánsz épületben kötötte meg 1633-ban I. Rákóczi György a császár követeivel az eperjesi egyezményt. Ma múzeum.
- városháza: 1424-ben építették. Ma Bormúzeum (vinárske múzeum).
- görögkatolikus Keresztelő Szent János-székesegyház(wd) (gréckokatolícka katedrála sv. Jána Krstiteľa): 1754-ben gótikus alapokon épült. A püspöki palotával és a görög katolikus teológiai karral együtt egységes épületegyüttest alkot.
- Neptun-szökőkút[20]

Egyéb látnivalók:
- A város környéke ásványvízforrásokban bővelkedik.
- A szlovákiai opálbányák, melyek egyedüliek a maguk nemében egész Eurázsia területén.
- Evangélikus temploma 1642-ben épült mai formájában, 1913-ban leégett. 1930-ban ide helyezték Caraffa áldozatainak csontjait.
- Evangélikus kollégiumát 1667-ben építették, 1673-ban a katolikusoké lett, az evangélikusok 1783-ban kapták vissza. 1887-ben emeletet húztak rá. Komoly könyv-, természetrajzi és éremgyűjteménnyel rendelkezett.
- A karmelita templom a 17. századból való, 1719-től a ferencesek temploma és kolostora, ekkor barokkizálták.
- Az egykori vármegyeházát 1783-ban építették copf stílusban.
- Alexander Nyevszkij ortodox temploma 1950-ben épült.
- Caraffa vérpadja helyén 1751-ben készített Mária-szobor áll.
- Az 1994-ben felszentelt német katonai temető a második világháborúban e környéken elesett 1450 német katonának állít emléket.

## Testvérvárosok
Eperjesnek 11 testvérvárosa van, melyek közül legaktívabb kapcsolata a közelben fekvő Nyíregyházával, Újszandeccel, Prága 10. kerületével és Remscheiddal van.
- Brugherio, Olaszország
- Gabrovo, Bulgária
- Keracíni, Görögország
- La Courneuve, Franciaország
- Munkács, Ukrajna
- Újszandec, Lengyelország
- Nyíregyháza, Magyarország
- Pittsburgh, Egyesült Államok
- Prága 10. kerülete, Csehország
- Remscheid, Németország
- Risón Lecijón, Izrael[21]

## Neves személyek
- Itt született 1689. április 3-án Bercsényi László francia tábornagy, a kuruc vezér fia.
- Itt született 1707. november 29-én Klobusiczky Ferenc erdélyi és zágrábi püspök, kalocsai érsek.
- Itt született 1740. február 23-án Korabinszky János Mátyás térképész, líceumi tanár.
- Itt született 1793-ban Zábojszky László teológiai doktor, szepesi püspök.
- Itt született 1805. március 31-én Holländer Leó honvédtiszt.
- Itt született 1814. február 24-én Dessewffy Emil konzervatív politikus, a Budapesti Híradó főszerkesztője, az MTA elnöke.
- Itt született 1814. szeptember 17-én Pulszky Ferenc politikus, régész, művészettörténész, 1848-ban államtitkár, majd a Nemzeti Múzeum igazgatója, az MTA másodelnöke, országgyűlési képviselő.
- Itt született 1817. április 22-én Dobozy Károly zenész, zeneszerző.
- Itt született 1822. január 1-jén Kerényi Frigyes költő.
- Itt született 1825. április 27-én Greguss Ágost filozófus, nyelvész, író, és műfordító.
- Itt született 1827-ben Fuhrmann Andor Alajos – 1921-ben itt temették el. 44 éven át Eperjes polgármestere (kb.~1854-1898).
- Itt született 1846-ban Mathia Károly állami főreáliskolai tanár.
- Itt született 1854-ben Emil Reich történész, esszéíró.
- Itt született 1855. augusztus 18-án Gabányi Árpád színész és színműíró, a Nemzeti Színház örökös tagja.
- Itt született 1855-ben Fischer Miklós tanár, iskolaigazgató.
- Itt született 1864. április 17-én Szuszai Antal katolikus pap, egyházi író.
- Itt született 1867. január 2-án Kertész Kálmán zoológus, entomológus, az MTA tagja.
- Itt született 1868. július 25-én Sándy Gyula építészmérnök, műegyetemi tanár.
- Itt született 1869. január 7-én Zsebráczky Géza, a kelet-szlovákiai szlovják nyelv fő nyelvi ideológusa.
- Itt született 1874. december 24-én Gárdonyi Albert történész, egyetemi magántanár, a budapesti Levéltár igazgatója (1916–1935).
- Itt született 1879-ben Jurán Vidor tanító, vadász, író, szerkesztő.
- Itt született 1889. január 15-én Sztehlo Zoltán római jogász, egyetemi tanár.
- Itt született 1897. március 23-án Hamvas Béla író, filozófus.
- Itt született 1909. május 22-én Bayer István Kossuth-díjas pedagógus, tankönyvszerző.
- Itt született 1917. szeptember 4-én Maléter Pál ezredes, honvédelmi miniszter, az 1956-os forradalom kivégzett mártírja.
- Itt született 1961. július 6-án Matej Ruttkay szlovák régész, a nyitrai Szlovák Régészeti Intézet jelenlegi igazgatója.
- Itt született 1987. október 6-án Lukáš Seman szlovák válogatott vízilabdázó, bekk.
- Itt hunyt el 1573. június 15-én Verancsics Antal bíboros, esztergomi érsek.
- Itt hunyt el 1849. február 12-én Rombauer János festő.
- Itt hunyt el 1849. december 2-án Munyay Antal Lajos evangélikus teológiai tanár.
- Németsóváron hunyt el 1880-ban Valkó Endre református gimnáziumi tanár.
- Itt hunyt el 1896-ban Hazslinszky Frigyes Ákos magyar botanikus.
- Itt tanított Beyer Henrik (1821–1881) gimnáziumi tanár.
- Itt tanított Gerevics Gusztáv (1840–1911) főgimnáziumi igazgató.
- Itt tanított Réz Mihály (1878–1921) közjogász, szolgabíró, egyetemi tanár, a Magyar Tudományos Akadémia levelező tagja (1909).
- Itt tanult Gömöry János (1869–1966) tanár, publicista; Gyöngyösi István költő; Hviezdoslav; Kossuth Lajos; Láng Ida költőnő; Marek József (1868–1952) állatorvos, az MTA tagja; Márai Sándor író; Szirmay András; Thököly Imre.
- Itt volt joggyakornok többek között: Kossuth Lajos, Eötvös József és Kazinczy Ferenc is.